# Acalolepta ferriei
Acalolepta ferriei es una especie de escarabajo longicornio del género Acalolepta, tribu Monochamini, subfamilia Lamiinae. Fue descrita científicamente por Breuning en 1954.
Se distribuye por China y Japón. Mide aproximadamente 8,5-16 milímetros de longitud. El período de vuelo de esta especie ocurre entre abril y julio.